# Nachterstedt
Nachterstedt is een plaats en voormalige gemeente in de Duitse deelstaat Saksen-Anhalt, en maakt deel uit van de Landkreis Salzlandkreis.
Nachterstedt telt 2.155 inwoners.